# Goodenia schwerinensis
Goodenia schwerinensis är en tvåhjärtbladig växtart som beskrevs av R.C. Carolin. Goodenia schwerinensis ingår i släktet Goodenia och familjen Goodeniaceae. Inga underarter finns listade i Catalogue of Life.